# Brannon
Brannon  è un nome proprio di persona inglese maschile.

## Origine e diffusione
Riprende il cognome irlandese Mc Brannan, una forma anglicizzata di Mac Branáin, che ha il significato di "discendente di Bran". Quest'ultimo è un antico nome irlandese che vuol dire "corvo".

## Onomastico
L'onomastico può essere festeggiato il primo di novembre, festa di Ognissanti, non essendovi santi con questo nome che è quindi adespota.

## Persone

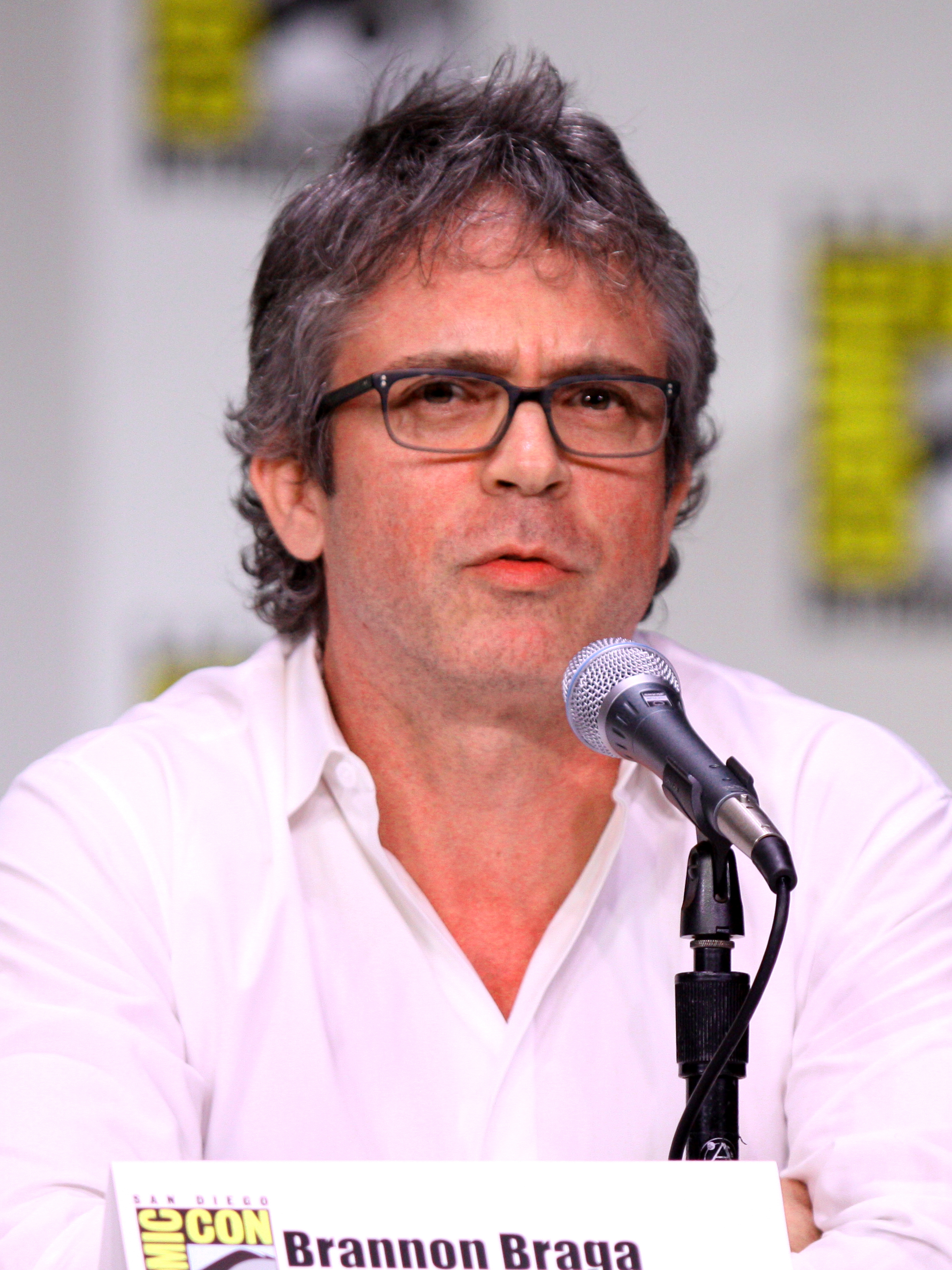
Brannon Braga

- Brannon Braga, sceneggiatore e produttore televisivo statunitense